# روبرت هيرجافيك
روبرت هيرجافيك (بالإنجليزية: Robert Herjavec) (مواليد 14 سبتمبر 1962 ) هو رجل أعمال، مستثمر وشخصية تليفزيونية كروانية- كندية، أشتهر لمشاركته في تقديم برنامج شارك تانك.